# Atletica leggera ai Giochi della XVIII Olimpiade - 800 metri piani maschili

Video della Finale (filmato in B/N, commento originale)

La competizione degli 800 metri piani maschili di atletica leggera ai Giochi della XVIII Olimpiade si è disputata nei giorni dal 14 al 16 ottobre 1964 allo Stadio Nazionale di Tokyo.

## L'eccellenza mondiale
| Campione olimpico 1960 | 1'46"3      | Peter Snell          | Presente |
| Campione europeo 1962  | 1'50"5      | Manfred Matuschewski | Presente |
| Primatista mondiale    | 1'44"3 1962 | Peter Snell          | Presente |
| Primatista stagionale  | 1'45"7      | Morgan Groth         | Presente |

## La gara
Nella prima batteria si fa notare il keniota Wilson Kiprugut che vince con un tempo da finale: 1'47"8. Il vincitore dei Trials, Morgan Groth, viene invece eliminato nella terza batteria. Il campione in carica, il neozelandese Peter Snell, domina agevolmente la propria serie con 1'49”0. 

Snell si migliora in semifinale con 1'46”9, ma George Kerr, bronzo a Roma, stabilisce il nuovo record olimpico con 1'46"1. Stesso tempo del keniota Kiprugut, sempre più sorprendente. Non ha fortuna Manfred Matuschewski, il campione europeo, che arriva quarto nella sua batteria e viene eliminato. 

In finale Snell non ha rivali, come quattro anni prima a Roma, e contiene agevolmente l'assalto del canadese Crothers e di Kiprugut. Kerr (Bronzo a Roma) questa volta è quarto. Snell copre gli ultimi 200 metri in 25”7.
Il keniota Kiprugut è il primo atleta del suo paese a vincere una medaglia ai Giochi. Il Kenya ha ottenuto l'indipendenza nel 1963.

## Risultati

### Turni eliminatori
| 6 Batterie   | 14 ottobre | 46 iscritti   | Si qualificano i primi 4.                         |
| 3 Semifinali | 15 ottobre | 8 + 8 + 8     | Si qualificano i primi 2, più i 2 migliori tempi. |
| Finale       | 16 ottobre | 8 concorrenti |                                                   |

### Batterie
| Pos. | Atleta               | Nazione          | Tempo  |
| ---- | -------------------- | ---------------- | ------ |
| 1    | Wilson Kiprugut      | Kenya            | 1'47"8 |
| 2    | Tom Farrell          | Stati Uniti      | 1'48"6 |
| 3    | Valery Bulyshev      | Unione Sovietica | 1'48"6 |
| 4    | Jozef Lambrechts     | Belgio           | 1'48"9 |
| 5    | François Châtelet    | Francia          | 1'48"9 |
| 6    | Ibrahim Yazdan Panah | Iran             | 1'54"7 |
| 7    | Hugo Walser          | Liechtenstein    | 1'57"5 |
| 8    | Nipon Pensuvapap     | Thailandia       | 1'58"8 |

| Pos. | Atleta              | Nazione       | Tempo  |
| ---- | ------------------- | ------------- | ------ |
| 1    | Dieter Bogatzki     | Germania      | 1'50"3 |
| 2    | Stig Lindbäck       | Svezia        | 1'50"8 |
| 3    | Chris Carter        | Gran Bretagna | 1'51"0 |
| 4    | Pekka Juutilainen   | Finlandia     | 1'51"0 |
| 5    | Neville Myton       | Giamaica      | 1'52"4 |
| 6    | Michel Medinger Jr. | Lussemburgo   | 1'52"6 |
| 7    | Dulamyn Amarsanaa   | Mongolia      | 1'56"3 |
| 8    | Anar Khan           | Pakistan      | 1'56"4 |

| Pos. | Atleta               | Nazione          | Tempo  |
| ---- | -------------------- | ---------------- | ------ |
| 1    | Manfred Kinder       | Germania         | 1'49"5 |
| 2    | Ahmed Issa           | Ciad             | 1'49"7 |
| 3    | Derek McCleane       | Irlanda          | 1'49"9 |
| 4    | Rein Tölp            | Unione Sovietica | 1'50"0 |
| 5    | Peter Francis        | Kenya            | 1'50"1 |
| 6    | Morgan Groth         | Stati Uniti      | 1'51"4 |
| 7    | José Gregorio Neira  | Colombia         | 1'55"6 |
| 8    | Ramasamy Subramaniam | Malaysia         | 1'58"5 |

| Pos. | Atleta             | Nazione          | Tempo  |
| ---- | ------------------ | ---------------- | ------ |
| 1    | Peter Snell        | Nuova Zelanda    | 1'49"0 |
| 2    | Jerome Siebert     | Stati Uniti      | 1'49"2 |
| 3    | Jacques Pennewaert | Belgio           | 1'49"2 |
| 4    | Abram Kryvosheiev  | Unione Sovietica | 1'49"5 |
| 5    | Alan Dean          | Gran Bretagna    | 1'49"6 |
| 6    | Jeong Gyo-Mo       | Corea del Sud    | 1'51"8 |
| 7    | Don Bertoia        | Canada           | 1'52"2 |
| 8    | Mamo Sebsibe       | Etiopia          | 1'52"8 |

| Pos.   | Atleta               | Nazione       | Tempo  |
| ------ | -------------------- | ------------- | ------ |
| 1      | John Boulter         | Gran Bretagna | 1'48"9 |
| 2      | George Kerr          | Giamaica      | 1'48"9 |
| 3      | Anthony Blue         | Australia     | 1'49"7 |
| 4      | Manfred Matuschewski | Germania      | 1'50"0 |
| 5      | Noel Carroll         | Irlanda       | 1'51"1 |
| 6      | Rolf Jelinek         | Svizzera      | 1'54"6 |
| Squal. | Amos Gilad           | Israele       | -      |

| Pos. | Atleta            | Nazione   | Tempo  |
| ---- | ----------------- | --------- | ------ |
| 1    | William Crothers  | Canada    | 1'49"3 |
| 2    | Maurice Lurot     | Francia   | 1'49"8 |
| 3    | Mamoru Morimoto   | Giappone  | 1'49"9 |
| 4    | Rudolf Klaban     | Austria   | 1'49"9 |
| 5    | Francesco Bianchi | Italia    | 1'50"2 |
| 6    | Paul Roekaerts    | Belgio    | 1'50"9 |
| 7    | Patrick Field     | Hong Kong | 1'54"0 |
| 8    | Hassan Dyamwale   | Tanganica | 1'54"9 |

### Semifinali
| Pos. | Atleta               | Nazione          | Tempo  |
| ---- | -------------------- | ---------------- | ------ |
| 1    | Peter Snell          | Nuova Zelanda    | 1'46"9 |
| 2    | Jerome Siebert       | Stati Uniti      | 1'47"0 |
| 3    | Jacques Pennewaert   | Belgio           | 1'47"0 |
| 4    | Manfred Matuschewski | Germania         | 1'47"3 |
| 5    | Valery Bulyshev      | Unione Sovietica | 1'47"5 |
| 6    | Mamoru Morimoto      | Giappone         | 1'47"7 |
| 7    | Maurice Lurot        | Francia          | 1'49"7 |
| 8    | Stig Lindbäck        | Svezia           | 1'49"8 |

| Pos. | Atleta            | Nazione          | Tempo  |
| ---- | ----------------- | ---------------- | ------ |
| 1    | George Kerr       | Giamaica         | 1'46"1 |
| 2    | Wilson Kiprugut   | Kenya            | 1'46"1 |
| 3    | Dieter Bogatzki   | Germania         | 1'46"9 |
| 4    | John Boulter      | Gran Bretagna    | 1'47"1 |
| 5    | Rudolf Klaban     | Austria          | 1'47"4 |
| 6    | Abram Kryvosheiev | Unione Sovietica | 1'47"5 |
| 7    | Derek McCleane    | Irlanda          | 1'48"4 |
| 8    | Pekka Juutilainen | Finlandia        | 1'50"3 |

| Pos. | Atleta           | Nazione          | Tempo  |
| ---- | ---------------- | ---------------- | ------ |
| 1    | William Crothers | Canada           | 1'47"3 |
| 2    | Tom Farrell      | Stati Uniti      | 1'47"8 |
| 3    | Manfred Kinder   | Germania         | 1'47"9 |
| 4    | Chris Carter     | Gran Bretagna    | 1'49"1 |
| 5    | Rein Tölp        | Unione Sovietica | 1'49"1 |
| 6    | Ahmed Issa       | Ciad             | 1'49"4 |
| 7    | Anthony Blue     | Australia        | 1'49"6 |
| 8    | Jozef Lambrechts | Belgio           | 1'52"8 |

### Finale
| Pos.    | Atleta             | Età | Nazione       | Tempo  |
| ------- | ------------------ | --- | ------------- | ------ |
| Oro     | Peter Snell        | 25  | Nuova Zelanda | 1'45"1 |
| Argento | William Crothers   | 23  | Canada        | 1'45"6 |
| Bronzo  | Wilson Kiprugut    | 26  | Kenya         | 1'45"9 |
| 4       | George Kerr        | 26  | Giamaica      | 1'45"9 |
| 5       | Tom Farrell        | 20  | Stati Uniti   | 1'46"6 |
| 6       | Jerome Siebert     | 26  | Stati Uniti   | 1'47"0 |
| 7       | Dieter Bogatzki    | 22  | Germania      | 1'47"2 |
| 8       | Jacques Pennewaert | 24  | Belgio        | 1'50"5 |